# Nripen Chakroborthy
Nripen Chakrobothy, född 1905, död 25 december 2004, var en indisk politiker.
Chakroborthy anslöt sig till Communist Party of India (CPI) och valdes till partisekreterare för Bengalen. Efter den indiska självständigheten sändes han till Tripura för att organisera CPI i denna delstat. Vid partisöndringen 1964 anslöt han sig till Communist Party of India (Marxist) (CPI M). När Left Front vann delstatsvalen i Tripura 1977 blev Chakrobothy chefsminister (Chief Minister), en post han sedan behöll till 1988. Han uteslöts ur CPI (M) 1995, men återfick sitt medlemskap 2004 efter ett beslut i politbyrån.